# 反芳香性
反芳香性是指一类环状体系所具有的共同特性，当其中的电子离域时（π电子或孤电子对）体系的稳定性变低，通常反芳香性分子含有4n个π电子。与满足休克尔规则（4n+2个π电子）、拥有较高稳定性和键长平均化的芳香性化合物不同，反芳香性化合物高度不稳定，并表现出键长交替变化的趋势，反芳香性分子可能会自发地改变形状，比如扭转为非平面分子。通过1H NMR光谱可以观察到，反芳香性化合物中具有顺磁环电流，而芳香性化合物中则具有抗磁环电流，有研究者认为NICS磁判据是一种简单而可靠的芳香性判断依据。

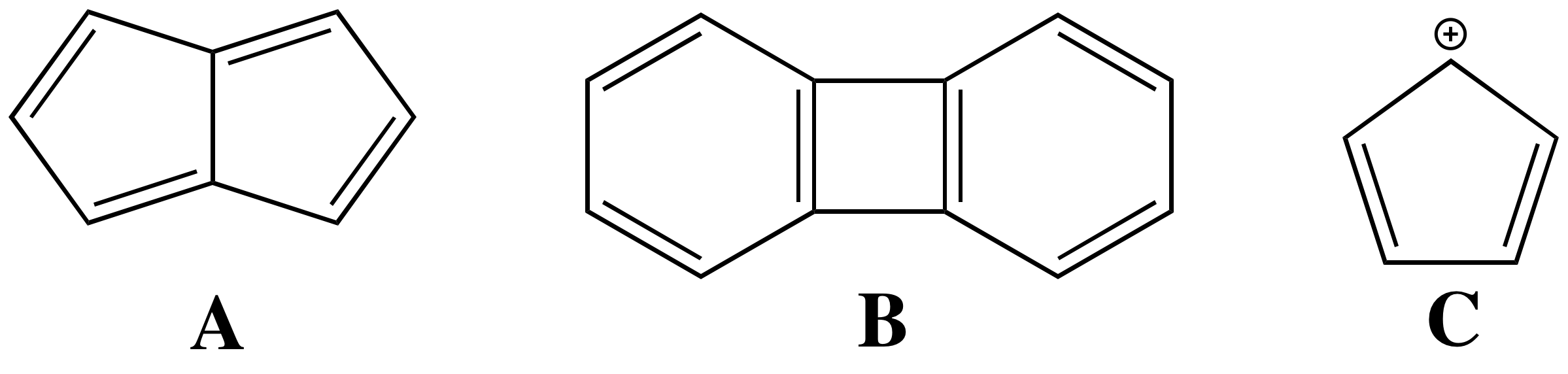
反芳香性化合物的例子：A 戊搭烯；B 联苯烯；C 环戊二烯阳离子

反芳香烃的代表分子有戊搭烯（A）、联苯烯（B）、环戊二烯阳离子（C）。环丁二烯通常被认为是一类反芳香性分子，但也有研究者提出质疑，认为环丁二烯的不稳定性并不是因为反芳香性。

## 定义
反芳香性一词是由Ronald Breslow在1967年提出的，他将“环状体系中电子离域时失稳的情况”定义为反芳香性。IUPAC金皮书对反芳香性的判断标准如下：
1. 分子必须是环状的
2. 分子必须是平面的（或是近平面）
3. 分子环内必须有完整的共轭π电子体系
4. 分子必须含有4n个π电子（n≠0）

从该标准可以看出，与芳香性的判断标准相比只有共轭系统中π电子数的要求不同，而非芳香性的判断标准则不同，可以是非环状、非平面或没有完整共轭π电子系统的分子。
|                                 | 芳香性             | 反芳香性         | 非芳香性         |
| ------------------------------- | ------------------ | ---------------- | ---------------- |
| 是否为环状分子                  | 是                 | 是               | 至少有一项不满足 |
| 是否有p轨道排列成的完整共轭体系 | 是                 | 是               | 至少有一项不满足 |
| 是否为平面分子                  | 是                 | 是               | 至少有一项不满足 |
| 共轭体系中的π电子数量           | 4n+2 (2, 6, 10, …) | 4n (4, 8, 12, …) | N/A              |

尽管一个平面、环状的共轭体系是芳香性的基本判据，但现实中仅凭借分子结构是无法判断其是否完全共轭，也不能因此判断其是否具有芳香性或反芳香性，通常会通过几何判据、化学判据、能量判据和磁判据等多方面信息来帮助判断。
反芳香性化合物在动力学与热力学上是不稳定的，通过计算共轭体系的π电子总能量可以帮助识别反芳香性化合物，但能量差距随着电子数n的增多会逐渐趋同，因而只能作为参考判据。